# Incendio de Yellowstone de 1988

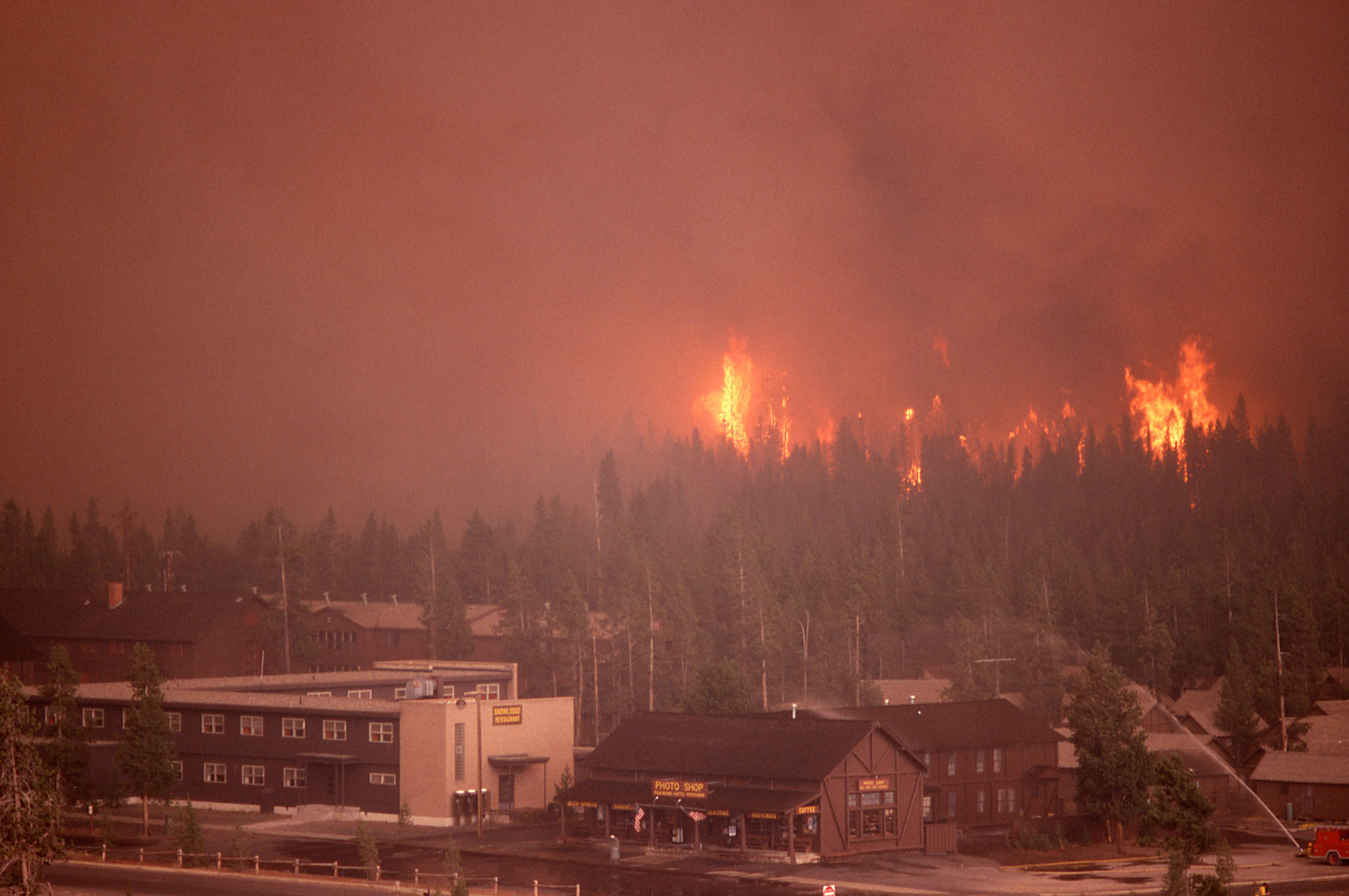
El incendio se aproxima al complejo Old Faithful el 7 de septiembre de 1988.

El incendio de Yellowstone de 1988 fue el mayor incendio forestal registrado en la historia del Parque nacional Yellowstone de Estados Unidos. Si bien empezó como pequeños incendios individuales, las llamas se propagaron rápidamente fuera de control debido a los crecientes vientos y a la sequía de 1988, que llevó a que quemara varios metros. Los incendios casi destruyeron dos destinos turísticos importantes y, el 8 de septiembre de 1988, por primera vez en su historia todo el parque fue cerrado, excepto para los bomberos. Solo la llegada del clima fresco y húmedo de fines de otoño llevó a los incendios a su fin. Un total de 321 mil hectáreas (3213 km²) o el 36% del parque fue afectado por los incendios forestales.
Miles de bomberos lucharon contra las llamas, ayudados por docenas de helicópteros y aviones, que fueron empleados para lanzar agua y extinto de incendios. En el pico del esfuerzo, más de 9000 bomberos fueron asignados al parque. Con incendios que arrasaban todo el gran ecosistema de Yellowstone y otras zonas del oeste de Estados Unidos, los niveles de dotación de personal del Servicio de Parques Nacionales y otras agencias de manejo de la tierra eran inadecuados para la situación. Más de 4000 militares estadounidenses pronto empezaron a asistir los esfuerzos de extinción de incendios. La lucha contra incendios costó US$120 millones ($240 millones en 2012). Ningún bombero murió mientras luchaba contra las llamas en Yellowstone, aunque hubo dos muertes relacionadas con los incendios fuera del parque.
Antes de los años 1960, se creía que los incendios eran perjudiciales para los parques y los bosques, por lo que las políticas de gestión de incendios estaban dirigidas a suprimirlos tan pronto como fuera posible. El rol ecológico benéfico del incendio fue mejor comprendido en las décadas previas a 1988 y una política de permitir que los incendios forestales quemaran bajo condiciones controladas había sido muy exitosa en reducir las áreas pérdidas anualmente por los incendios; sin embargo, para 1988, Yellowstone fue vencido por un gran incendio y, en el excepcionalmente seco verano, los muchos pequeños incendios "controlados" se combinaron. Los incendios quemaron de manera discontinua, saltando de un foco a otro, dejando las áreas de intervención sin tocar. Grandes tormentas ígneas se extendieron por algunas regiones, quemando todo a su paso. Decenas de millones de árboles e innumerables plantas perecieron por los incendios y algunas regiones quedaron ennegrecidas y muertas; no obstante, más de la mitad de las zonas afectadas fueron quemadas por incendios en tierra que hicieron menos daño a las especies de árboles más resistentes. Poco después de que los incendios terminaran, las especies de plantas y árboles se restablecieron rápidamente y la regeneración natural había sido altamente exitosa. 
El incendio de Yellowstone de 1988 no tenían precedentes en la historia del Servicio de Parques Nacionales,y muchos cuestionaron las políticas existentes de manejo del incendio. Los informes mediáticos sobre la mala gestión fueron a menudo sensacionalistas, imprecisos y, a veces, erróneos al informar que la mayor parte del parque estaba siendo destruida. Si bien hubo una disminución temporal en la calidad del aire durante los incendios, no se registraron efectos adversos a largo plazo efectos en la salud del ecosistema. Contrariamente a los informes iniciales, solo unos cuantos grandes mamíferos resultaron muertos por los incendios, aunque hubo una reducción en el número de alces que todavía debe recuperarse. Las pérdidas en infraestructura fueron reducidas al mínimo al concentrar los esfuerzos de lucha contra incendios cerca de las áreas turísticas principales, lo que permitió que los daños a la propiedad sea menor a los $3 millones ($6 millones en 2012).